# Dysphania binotata
Dysphania binotata är en fjärilsart som beskrevs av Walker 1864. Dysphania binotata ingår i släktet Dysphania och familjen mätare. Inga underarter finns listade i Catalogue of Life.